# فطيم (القفر)

تعديل مصدري - تعديل

فطيم محلة تابعة لقرية المجانحة، التابعة لعزلة بني عمر السافل بمديرية القفر إحدى مديريات محافظة إب في الجمهورية اليمنية، بلغ تعداد سكانها 51 حسب تعداد اليمن لعام 2004.